# Пісняр-лісовик гватемальський
Пісняр-лісовик гватемальський (Setophaga goldmani) — вид горобцеподібних птахів родини піснярових (Parulidae). Поширений на півдні Мексики та у Гватемалі.